# カーラ・ニーゼン
カーラ・ニーゼン（Carla Neisen、1996年3月8日 - ）は、フランスの女子ラグビー選手。

## プロフィール
- フランス・トゥールーズ出身[1]。
- ポジションはセンター(CTB)。
- 身長 165cm、体重 67kg

## 略歴
2021年、東京五輪の7人制女子フランス代表に選ばれて銀メダル獲得。
2024年、パリ五輪の7人制女子フランス代表に選ばれて主将を務めた。